# Sylvia Fedoruk

Sylvia Fedoruk, född 5 maj 1927 i Canora, Saskatchewan, död 26 september 2012 i Saskatoon, Saskatchewan, var en kanadensisk fysiker, politiker och idrottare.
Fedoruks föräldrar var ukrainska invandrare. 1949 tog hon en bachelorexamen i fysik vid University of Saskatchewan och 1951 en masterexamen. Hon var senare verksam som sjukhusfysiker och var i den rollen inblandad i flera pionjärinsatser. 
Hon var även en framgångsrik curlingspelare.
Från 1988 till 1994 var hon viceguvernör för Saskatchewan.

## Biografi
Sylvia Fedoruk var dotter till Annie Romaniuk och Theodore Fedoruk som båda var emigranter från Ukraina. Sylvia Fedoruk började grundskolan i ett så kallat one room schoolhouse, där alla elever samlades i ett rum där de blev undervisade av en lärare, Theodore Fedoruk, alltså Fedoruks far.
Under andra världskriget flyttade familjen till den kanadensiska staden Ontario där Sylvias föräldrar började jobba i en fabrik. Fedoruk fortsatte sina studier vid Walkerville Collegiate och tog examen 1946 som en toppelev i klassen. Fedoruk belönades då med Ernest J. Creed Memorial Medal samt ett stipendium för att kunna börja studera på universitet. Samma år (1946) flyttade familjen tillbaka till Saskatchewan där Fedoruk började studera på University of Saskatchewan under hösten.
Under sin tid på universitetet tog Sylvia en kandidatexamen inom fysik och 1949 belönades hon med Governor General’s Gold Medal. År 1951 avslutades Fedoruk sina studier och tog sin master inom fysik.
Fedoruk blev sedan rekryterad av Dr. Harold E. Johns, en kanadensisk medicinsk fysiker, till att bli strålningsfysiker på Saskatoon Cancer Clinic. Hon fick den ledande rollen inom medicinsk fysik på samma klinik och blev även chef inom ‘physics services’ på cancerkliniken i Saskatchewan. Hon var även professor inom onkologi och hade en betydande roll på universitetet i Saskatchewan, där hon var den första kvinnliga kanslern. Hon var involverad i utvecklingen av världens första kobolt-60 enhet och den första nuklearmedicinska skanningmaskinen.
Sylvia Fedoruk var även en framgångsrik idrottare inom curling  och år 1961 var hon med i den första Diamond ‘D’ Championships som anordnades. Hon deltog i laget Saskatchewan som vann turneringen. På grund av hennes framgångar valdes hon till president för det kvinnliga kanadensiska curling sällskapet mellan åren 1971 och 1972. År 1986 valdes hon in i Canadian Curling Hall of Fame och tilldelades Saskatchewan Order of Merit. 
År 1987 tilldelades Fedoruk Order of Canada som ska hedra betydelsefulla kanadensare. År 1988 till 1994 var hon verksam vid posten Lieutenant Governor of Saskatchewan, en post som tilldelades henne då hon ansågs ha bidragit till att främja regionen Saskatchewan genom sina bedrifter inom idrotten och forskningen. 
För att hedra Sylvia för hennes arbete inom utvecklingen av cancerforskning med hjälp av kobolt-60, valde man 2012 att döpa om the Canadian Centre for Nuclear Innovation (CCNI) till Sylvia Fedoruk Canadian Centre for Nuclear Innovation. De anordningar och tekniker som Fedoruk utvecklade som medicinsk fysiker är än idag till stor hjälp för att bota cancer och används över stora delar av världen.
Övriga meriter som Fedoruk kunde titulera sig med var att hon var den första kvinnliga medlemmen i Atomic Energy Control Board of Canada och som tidigare nämnt även medlem i Canadian Medical och Saskatchewan Sport Halls of Fame.